# Naum Starkmann
Naum Lvovitch Starkmann (en russe : Наум Львович Штаркман), né le 28 septembre 1927 à Jytomyr (Ukraine soviétique) et décédé le 19 juillet 2006 à Moscou (Russie), est un pianiste classique soviétique et russe.

## Biographie
Naum Starkmann fut élève de Constantin Igoumnov au Conservatoire de Moscou. Il remporta un 5e prix au Ve Concours international de piano Frédéric-Chopin ainsi que la médaille de Bronze de la première édition du Concours international Tchaïkovski. Il avait auparavant obtenu le premier prix au Vianna da Motta International Music Competition. Pendant plusieurs décennies, il mena une carrière de concertiste sur les scènes soviétiques.
Starkmann fut professeur à l'Académie russe de musique Gnessine et au Conservatoire de Moscou.
Starkmann fut arrêté et inculpé en vertu de l'Article 121 du Code criminel de la RSFS de Russie pour homosexualité. Il fut arrêté dans la ville ukrainienne de Kharkov quelques heures avant un concert qui devait être donné dans une usine.
Son incarcération — qui dura huit ans — brisa totalement sa carrière de concertiste : Starkman ne fut autorisé à effectuer des concerts que dans les provinces lointaines ou dans des salles de concert secondaires. Son arrestation était également devenue un obstacle à son activité d'enseignement : à partir de 1969, il travailla officieusement à l'Académie Gnessine et c'est seulement en 1987 qu'il devint professeur au Conservatoire de Moscou. Après cela, il commença à jouer dans de nombreux pays à travers le monde.
Depuis 1993, Starkmann était le président permanent du jury du Concours international de pianistes portant le nom d'Igoumnov, se passant à Lipetsk.